# 枪，谎言和玫瑰
《枪，谎言和玫瑰》（Guns, Lies & Roses）是孟京辉导演的小剧场作品。

## 剧情简介
该剧根据二十世纪俄罗斯剧作家艾德曼•尼古拉•罗伯尔托维奇的经典戏剧《自杀者》意向进行创意改编，讲述了一个荒诞幽默的畸形故事：一个人因无所事事 追赶蚊子至精神崩溃，赌气说了一句"我要自杀！"结果激起了整座城市的勃勃野心。各界人士纷至沓来向他进行愚蠢的威逼利诱，投机、阴谋、企图相互交织着， 一场闹剧就此开始，但究竟为谁而死，一切早已无法挽回……

## 主创
编剧：艾德曼∙尼古拉∙罗伯尔托维奇（俄罗斯）

导演：孟京辉

舞美设计：张武

灯光设计：王琦

音响设计：张欣男

多媒体设计：张松

服装设计：于磊

化妆设计：刘煜

领衔主演：张弌铖

联合主演：孔雁 杨佐夫 刘爽 李智浩 王赛男 张珏 张功长 孙雨澄

## 评价
《枪，谎言和玫瑰》的舞台极为另类，上面杂乱无章地堆放着各类废品，四处涂满了诡异的符号，许多日常生活中的废旧家具也充斥在舞台的各个角落，废墟美学的概念首次植根于舞台。废墟是时间的缩影，荒诞、悲凉的气息从舞台上扑面而来，将观众轻而易举地抛入剧中那荒诞离奇的年代。
除了废墟美学的首度应用，《枪，谎言和玫瑰》中更采用了前所未有的破坏式表演，这是暴力美学在舞台上的一种全新延展。在剧场狭小的空间内，破坏式表演以最真实、直白的方式展露出其无与伦比的戏剧张力和破坏性，舞台与真实生活的界限在这片恐惧夹杂着快感的空间里逐渐模糊。演员们在舞台上破坏能破坏的一切，最后破坏自己，观众在这种破坏中自我反省，自我救赎，从而重新寻找到生活的希望。
孟京辉此次还运用了多媒体“同步投影”技术，舞台后区的狭小空间里，在两台摄像机的现场拍摄下，演员的表演通过镜头同步投影到前区的舞台布景上。他说，虽然自己并不是初次运用多媒体技术，但是此次的“多媒体同步投影”肩负了内容上的考量，摄影机异化了观众看待世界的眼光，让观众第一次能够近距离看到演员面部表情特写，直观地放大了人性的弱点。

## 台词精选
“我们是从哲学的角度来谈这一秒钟的。什么叫一秒？嘀—嗒。是的，嘀—嗒。在这一嘀和一嗒之间有一堵墙。是的，一堵墙，也就是枪口。您明白吗？就是枪口。这边是嘀，这边是嗒，年轻人，这里还什么都有，可一转眼，年轻人，就什么也没了。都——没——了。”
“请您往四周看看，看看我们的知识界。您看到什么啦？看到了很多的人，很多事。请您往四周听一听，您听到什么啦？什么也没听见。为什么您什么也听不见呢？因为整个知识界都在沉默不语。为什么知识界要沉默不语呢？因为活人想到的话，只有死人才说得出口。”
“害怕了吧？你们这些可爱的人。可你们刚才为什么要逼我？我有什么罪？就因为我想活下去？我活着，并不妨碍其他人，同志们。我没有给这个世界上的谁带来过危害。我这一辈子连只小虫也没有欺负过。我对谁的死负有责任，就请谁站出来！”
“在这个世界上，我什么都不可惜了，妈妈。我反正也不活了。既然连一回完全的幸福都没有过，我还要这该死的生命干吗。有波波的时候，没有帽子；帽子有了，又没了波波。上帝啊！你为什么不把这两样东西同时给我呢？”